# St. Mauritius (Büden)

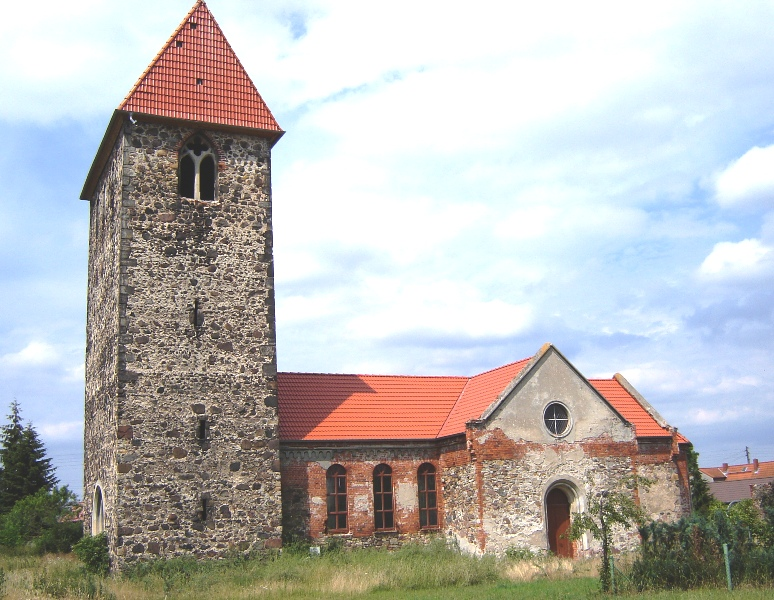
St. Mauritius in Büden

St. Mauritius ist eine denkmalgeschützte ehemalige Kirche im Ort Büden der Gemeinde Möckern in Sachsen-Anhalt. Im örtlichen Denkmalverzeichnis ist sie unter der Erfassungsnummer 094 76158 als Baudenkmal verzeichnet.

## Geschichte
Patron der an der Dorfstraße in Büden gelegenen Kirche ist Mauritius. Die Kirche wird auf das späte 13. Jahrhundert datiert und aufgrund des Patrons geht man davon aus, dass sie vom Erzbistum Magdeburg gestiftet wurde. Kirchturm und Kirchenschiff stammen im Wesentlichen noch aus dieser Zeit. Der Anbau nördlich des Kirchenschiffs entstand erst später, der genaue Zeitpunkt ist unbekannt. In der Südseite des Kirchenschiffes befinden sich die Reste eines Türstocks, daher befand sich der ursprüngliche Eingang in die Kirche wohl an dieser Stelle. Bis in die Zeit des Dreißigjährigen Kriegs lag die Gerichtshoheit beim Domkapitel Magdeburg. 
Während die Kirche St. Nicolaus im Nachbarort Nedlitz während des Dreißigjährigen Kriegs bis auf die Grundmauern zerstört wurde, blieb die Kirche in Büden davon weitgehend verschont und eine Entweihung durch die Nutzung als Pferdestall durch die Schweden fand auch nicht statt. 1641 wurde der Kirchen- und Schuldiener Bartholomäus Pitzschius neuer Pfarrer der Kirchgemeinde Nedlitz-Büden. Da in Nedlitz durch die Brandschatzung der Schweden keine Möglichkeit zur Unterbringung des Pfarrers bestand, sollte er mit seiner Familie in ein Wohnhaus oder Stallgebäude in Büden einziehen. Auch in Büden konnte keine angemessene Unterkunft für den Pfarrer und seine Familie bereitgestellt werden und so bezog er unter Protest der Einwohner die Kirche und nutzte sie als Wohnhaus, Stallgebäude und Scheune. Die Beschwerde der Einwohner Büdens darüber hat sich bis heute erhalten:
Beschwerde der armen und bedrängten Untertanen aus Büden, da der Pfarrer drei Sonntage nicht gepredigt hat. Außerdem hat er aus unserem Kirchhof einen Misthof gemacht, worunter unsere Eltern und Großeltern liegen, unsere Kirchen zu Scheunen, die er voll Korn gelegt, am Altar eine Luke gemacht, da er das Korn in der Ernte hineingebracht, ein Hühnerhaus darinnen, als dass auch manchmal während der Predigt die Hühner groß und klein in der Kirche herumlaufen und das von Gackern und Geschrei man die Predigt nicht hören kann. Er soll unsere Kirche und den Kirchhof wieder ausräumen und reinigen. Wir können mit unserem Priester und Seelsorger, der uns zu allem Widerwillen Anlaß und Ursache gibt, nicht Freude haben, wir hinterbringen dies zu unserer Ehrenrettung und Notdurft untertänig.
Der Patronsherr Franciscus von Benningsen besuchte daraufhin die Gemeinde und stellte fest:
Taufschrein mit Korn belegt, Hühnerhaus, Schweine- und Kuhställe in der Kirche genutzt, Flegelltaten stehen vor dem Altar und drohen (stinken), Viehmägde steigen vor ihrem Bettgang auf den Predigerstuhl, Mägde schlafen in einer Kammer hinter dem Altar.
So musste am 18. Februar 1643 der Pfarrer durch den Druck der Bevölkerung und des Patronsherrn den Dienst quittieren.
Nach dem Dreißigjährigen Krieg kam es zu einer umfassenden Reparatur der Kirche und es wurde 1654 ein neues Geläut angeschafft. Von 1871 bis 1879 fand eine weitere Erneuerung und Sanierung der Kirche statt. Zu diesem Zeitpunkt war die Kirche die Filialkirche des Kirchenspiels.
1929 schlug in die Kirche ein Kugelblitz ein und zerstörte das Geläut und setzte das Kirchenschiff in Brand. Nach 1945 war eine Sanierung der Kirche nötig, und obwohl dafür erfolgreich Spendengelder gesammelt werden konnten, scheiterte es an den politischen Verhältnissen. Daher verfiel die Kirche immer weiter. Die letzte Taufe fand 1965 statt und die letzte Konfirmation am 26. Mai 1968, zu diesem Zeitpunkt waren Teile der Kirche bereits gesperrt.
Die Kirche brannte in der Nacht zum 30. August 1985 durch Brandstiftung vollständig aus. Seit 2000 kümmert sich der eigens dafür gegründete Förderverein um den Wiederaufbau der Kirche. Heute kann sie für Feste angemietet werden.

## Ausstattung
Der Abendmahlskelch, eine Kanne und eine silberne Oblatendose sind im Besitz der Kirchengemeinde Nedlitz-Büden erhalten geblieben. Der Abendmahlskelch wurde vom Archidiakon des Magdeburger Domkapitels Erasmus Diedrich von Benningsen gestiftet und ist mit dem Wappen des Stifters, dem Namen IESUS und einem kleinen Kruzifix verziert. Altar und die Reste des Taufbeckens wurden 1983 aus der verfallenen Kirche entfernt und sichergestellt. Die Orgelpfeifen waren zu diesem Zeitpunkt bereits gestohlen.  

### Geläut
Ein neues Geläut für die Kirche wurde 1654 nach dem Ende des Dreißigjährigen Kriegs angeschafft. Friedrich Brackendorff aus Halberstadt goss 1784 eine neue große Glocke. Während des Ersten Weltkriegs wurde die 1784 gegossene Glocke als Metallspende beschlagnahmt, nach dem Krieg wurde eine Stahlglocke als Ersatz beschafft. 1929 wurde durch einen Blitzschlag eine im Durchmesser 45 cm breite Glocke aus dem Jahr 1654, mit der Aufschrift SOLI DEO GLORIA, und die Stahlglocke zerstört.